# Cranham (Londen)
Cranham is een wijk in het Londense bestuurlijke gebied Havering, in de regio Groot-Londen.